# Avalanchas en Colombia de 2022
En enero y febrero de 2022 ocurrieron deslizamientos de tierra en Colombia avalanchas en Colombia y deslizamientos

## Avalancha de Palocabildo
Del 26 al 28 de enero de 2022, dos personas murieron en Palocabildo Tolima, luego de fuertes lluvias. Se reportaron muchos cortes de energía.

## Avalancha de Dosquebradas
El 8 de febrero de 2022, en Dosquebradas Risaralda , las fuertes lluvias provocaron un deslizamiento de tierra, matando al menos a 14 personas y destruyendo cinco viviendas. Treinta y cinco personas fueron hospitalizadas.